# 누마타시
누마타시(일본어: 沼田市)는 일본 군마현 북부에 있는 시이다. 예로부터 목재의 집적지이자 시장 거리로 발달했다. 호쿠모 지역의 중심 도시이다.

## 지리
서부에는 도네강, 남단에는 그 지류인 가타시나강이 흘러 대규모 하안단구를 형성한다. 중심가는 단구 상부에 있고 도네강을 따라서 단구 하부를 JR 조에쓰선과 국도 17호선이 통과하고 JR 누마타역은 단구애 기슭에 있다. 그것들과 거의 평행하게 간에쓰 자동차도가 단구 위를 지나고 누마타 IC는 시가지 동쪽에 있다.

### 인접한 지자체
- 군마현
  - 마에바시시
  - 기류시
  - 시부카와시
  - 미도리시
  - 도네군 미나카미정, 가타시나촌, 쇼와촌, 가와바촌
  - 아가쓰마군 다카야마촌
- 도치기현
  - 닛코시

## 역사
중세에는 누마타성의 조카마치(성시)였고 간토평야 북부의 군사적 요충지로 "간토를 지배하려면 누마타를 차지해야 한다"라는 말이 나올 정도였다. 우에스기 겐신과 다케다 신겐, 호조씨는 누마타의 지배권을 둘러싸고 격렬하게 대립하였다. 우에스기군의 호조씨 공격의 거점이 되었다. 센고쿠 시대 말기에는 사나다 마사유키, 사나다 노부유키의 영토가 되었다. 에도 시대에는 누마타번이 되었고 최성기에는 3만 5천 석에 달했다.
- 1889년 4월 1일 - 정촌제 시행과 함께 도네군에 누마타정, 도나미촌, 이케다촌, 우스네촌, 가와다촌, 시라사와촌, 아즈마촌과 기타세타군 아카기네촌이 탄생하였다.
- 1896년 4월 1일 - 기타세타군과 도네군이 통합해 도네군이 되었다.
- 1954년 4월 1일 - 도네군의 1정 4촌이 누마타정을 중심으로 도나미촌, 이케다촌, 우스네촌, 가와다촌을 합병하면서 시로 승격해 누마타시가 되었다.
- 1956년 9월 30일 - 아즈마촌과 아카기네촌이 합병해 도네촌이 탄생하였다.
- 2005년 2월 13일 - 누마타시에 도네군 시라사와촌, 도네촌이 편입되었다.

## 교통

### 철도
- 동일본 여객철도 조에쓰선

### 도로
- 간에쓰 자동차도
- 국도 제17호선
- 국도 제120호선
- 국도 제145호선

## 인구
| 연도 | 인구   | ±%     |
| ---- | ------ | ------ |
| 1920 | 37,674 | —      |
| 1930 | 52,906 | +40.4% |
| 1940 | 86,086 | +62.7% |
| 1950 | 95,533 | +11.0% |
| 1960 | 56,346 | −41.0% |
| 1970 | 54,311 | −3.6%  |
| 1980 | 56,828 | +4.6%  |
| 1990 | 56,099 | −1.3%  |
| 2000 | 55,278 | −1.5%  |
| 2010 | 51,265 | −7.3%  |
| 2020 | 45,337 | −11.6% |

|                                              | |
| 누마타시의 전국의 연령별 인구 분포（2005년） | 누마타시의 연령·남녀별 인구 분포（2005년）                                                                                |
| ■자주색 ― 누마타시 ■녹색 ― 일본전국          | ■파랑색 ― 남자 ■빨간색 ― 여자                                                                                             |
| · 누마타시（에 해당되는 지역）의 인구추이    | |
| 일본 총무성 통계국 국세조사 결과             | |
|                                              | 이 그래프는 더 이상 지원되지 않는 레거시 그래프 확장 기능을 사용하고 있습니다. 새로운 차트 확장 기능으로 변환해야 합니다. |

## 기후
| 누마타시의 기후                                              | 누마타시의 기후 | 누마타시의 기후 | 누마타시의 기후 | 누마타시의 기후 | 누마타시의 기후 | 누마타시의 기후 | 누마타시의 기후 | 누마타시의 기후 | 누마타시의 기후 | 누마타시의 기후 | 누마타시의 기후 | 누마타시의 기후 | 누마타시의 기후 |
| 월                                                           | 1월             | 2월             | 3월             | 4월             | 5월             | 6월             | 7월             | 8월             | 9월             | 10월            | 11월            | 12월            | 연간            |
| ------------------------------------------------------------ | --------------- | --------------- | --------------- | --------------- | --------------- | --------------- | --------------- | --------------- | --------------- | --------------- | --------------- | --------------- | --------------- |
| 역대 최고 기온 °C (°F)                                       | 14.9 (58.8)     | 20.6 (69.1)     | 24.9 (76.8)     | 29.5 (85.1)     | 33.5 (92.3)     | 36.2 (97.2)     | 37.4 (99.3)     | 38.1 (100.6)    | 35.8 (96.4)     | 31.0 (87.8)     | 24.6 (76.3)     | 20.7 (69.3)     | 38.1 (100.6)    |
| 일평균 최고 기온 °C (°F)                                     | 5.0 (41.0)      | 6.2 (43.2)      | 10.3 (50.5)     | 16.7 (62.1)     | 22.2 (72.0)     | 25.2 (77.4)     | 29.0 (84.2)     | 30.3 (86.5)     | 25.6 (78.1)     | 19.6 (67.3)     | 13.8 (56.8)     | 8.1 (46.6)      | 17.7 (63.9)     |
| 일일 평균 기온 °C (°F)                                       | 0.1 (32.2)      | 0.7 (33.3)      | 4.4 (39.9)      | 10.4 (50.7)     | 15.9 (60.6)     | 19.8 (67.6)     | 23.7 (74.7)     | 24.6 (76.3)     | 20.4 (68.7)     | 14.1 (57.4)     | 7.8 (46.0)      | 2.5 (36.5)      | 12.1 (53.8)     |
| 일평균 최저 기온 °C (°F)                                     | −4.6 (23.7)     | −4.1 (24.6)     | −0.9 (30.4)     | 4.3 (39.7)      | 9.9 (49.8)      | 15.1 (59.2)     | 19.5 (67.1)     | 20.3 (68.5)     | 16.3 (61.3)     | 9.6 (49.3)      | 2.6 (36.7)      | −2.2 (28.0)     | 7.2 (45.0)      |
| 역대 최저 기온 °C (°F)                                       | −13.1 (8.4)     | −14.0 (6.8)     | −12.5 (9.5)     | −5.5 (22.1)     | −1.4 (29.5)     | 3.7 (38.7)      | 10.8 (51.4)     | 10.0 (50.0)     | 5.0 (41.0)      | −2.2 (28.0)     | −8.7 (16.3)     | −12.2 (10.0)    | −14.0 (6.8)     |
| 평균 강수량 mm (인치)                                        | 42.0 (1.65)     | 42.8 (1.69)     | 64.7 (2.55)     | 65.3 (2.57)     | 90.4 (3.56)     | 130.1 (5.12)    | 178.4 (7.02)    | 168.1 (6.62)    | 152.3 (6.00)    | 113.1 (4.45)    | 47.4 (1.87)     | 37.8 (1.49)     | 1,132.3 (44.58) |
| 평균 강수일수 (≥ 1.0 mm)                                     | 7.0             | 7.5             | 9.1             | 8.6             | 9.8             | 13.2            | 14.9            | 12.7            | 11.9            | 9.2             | 6.3             | 6.7             | 116.9           |
| 평균 월간 일조시간                                           | 174.1           | 176.1           | 204.9           | 209.8           | 213.3           | 163.6           | 167.4           | 197.5           | 147.8           | 156.6           | 171.4           | 176.7           | 2,159.1         |
| 출처: 일본 기상청 (평년값: 1991년~2020년, 극값: 1977년~현재) |                 |                 |                 |                 |                 |                 |                 |                 |                 |                 |                 |                 |                 |